# Abulqossim Lohutij

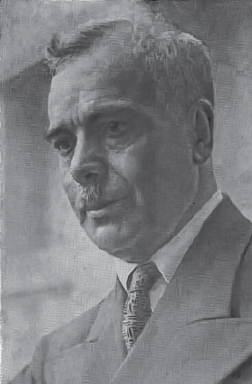
Abolqāsem Lohutij, nach 1949

Abulqossim Lohutij (tadschikisch Абулқосим Лоҳутӣ, englisch Abolqasem Lahouti, russisch Абулькасим Ахмедзаде Лахути Abulkassim Achmedsade Lachuti, persisch ابوالقاسم لاهوتی, DMG Abū'l-Qāsem-e Lāhūtī, auch Abu al-Qasim Lahuti, Abu'l-Qasem Lahuti, Abulqosim Lohuti; * 12. Oktober 1887 in Kermanschah, Iran; † 16. März 1957 in Moskau, Russische SFSR) war ein iranisch-tadschikischer politischer Dichter und Aktivist.

## Persien
Lohutijs Vater war der persische Dichter Mirza Ahmad Elhami, und sein erstes veröffentlichtes Gedicht erschien 1905 in der Zeitung Habal al-Mateen in Kolkata (Kalkutta). Er war ein entschiedener Gegner der absolutistischen Herrschaft der Kadscharen-Dynastie im Iran, beteiligte sich an der Konstitutionellen Revolution gegen Mohammed Ali Schah, und wurde dafür von Sattar Khan ausgezeichnet. Nach Sattar Khans Tod emigrierte er nach Bulgarien, wo er Gedichte über den Islam schrieb. Im Ersten Weltkrieg kehrte er nach Persien zurück, trat in die Armee ein, und wurde Hauptmann. Nach Kriegsende wurde er wegen sozialistischer Umtriebe von einem Gericht in Qom zum Tode verurteilt, aber es gelang ihm, in die Türkei zu fliehen. Er kehrte schon bald zurück und schloss sich den Rebellen unter Scheich Mohammed Khiabani in Täbris an, die gegen die drastische Beschränkung persischer Hoheitsrechte durch den am 9. August 1919 unterzeichneten so genannten „Freundschaftsvertrag“ mit Großbritannien protestierten und die kurzlebige Republik „Azadistan“ (Land der Freiheit) ausriefen. Nach der Niederschlagung des Aufstands floh er nach Baku.

## Tadschikistan
Danach lebte er zunächst in Nachitschewan, wo er sich dem Kommunismus zuwandte und Zezilija Banu, eine russische Dichterin, heiratete. Da sich seine Hoffnung auf einen sozialistischen Umsturz in Teheran nicht erfüllte, zog er 1923 nach Moskau und dann 1925 ins zentralasiatische Duschanbe, in der seit 1924 sowjetischen Teilrepublik Tadschikische ASSR, dem heutigen Tadschikistan, wo er sich dem Kreis um Sadriddin Ainij anschloss. Seine lyrischen und „realsozialistischen“ Gedichte waren sehr beliebt und er wurde einer der Begründer der modernen sowjet-tadschikischen Dichtkunst.
Der Logiker und Kybernetiker Delir Lohuti war ein Sohn Abulqossim Lohutijs.

## Werke
Lohutij ist der Autor der Nationalhymne Tadschikistans. Andere Werke sind Qasidai Kremel („Ode an den Kreml,“ 1923), Toj va Bairaq („Die Krone und die Flagge,“ 1935) und Kovai Ohingar („Kaveh der Schmied,“ 1947). Eine sechs-bändige Sammlung seiner Gedichte wurde 1960–1963 gedruckt.
Lohutij starb am 16. März 1957 in Moskau. Sein Porträt findet sich heute auf der tadschikidschen 1 Somoni Banknote.